# Уртака
Уртака (фр. Urtaca, корс. Urtaca) — коммуна во Франции, находится в регионе Корсика. Департамент коммуны — Верхняя Корсика. Входит в состав кантона Верхний Неббио. Округ коммуны — Бастия.
Код INSEE коммуны — 2B332.

## Население
Население коммуны на 2008 год составляло 194 человека.
| 1962 | 1968 | 1975 | 1982 | 1990 | 1999 | 2008 |
| ---- | ---- | ---- | ---- | ---- | ---- | ---- |
| 220  | 220  | 198  | 178  | 155  | 172  | 194  |

## Экономика
В 2007 году среди 119 человек в трудоспособном возрасте (15—64 лет) 85 были экономически активными, 34 — неактивными (показатель активности — 71,4 %, в 1999 году было 68,1 %). Из 85 активных работали 77 человек (41 мужчина и 36 женщин), безработных было 8 (6 мужчин и 2 женщины). Среди 34 неактивных 6 человек были учениками или студентами, 13 — пенсионерами, 15 были неактивными по другим причинам.

## Фотогалерея

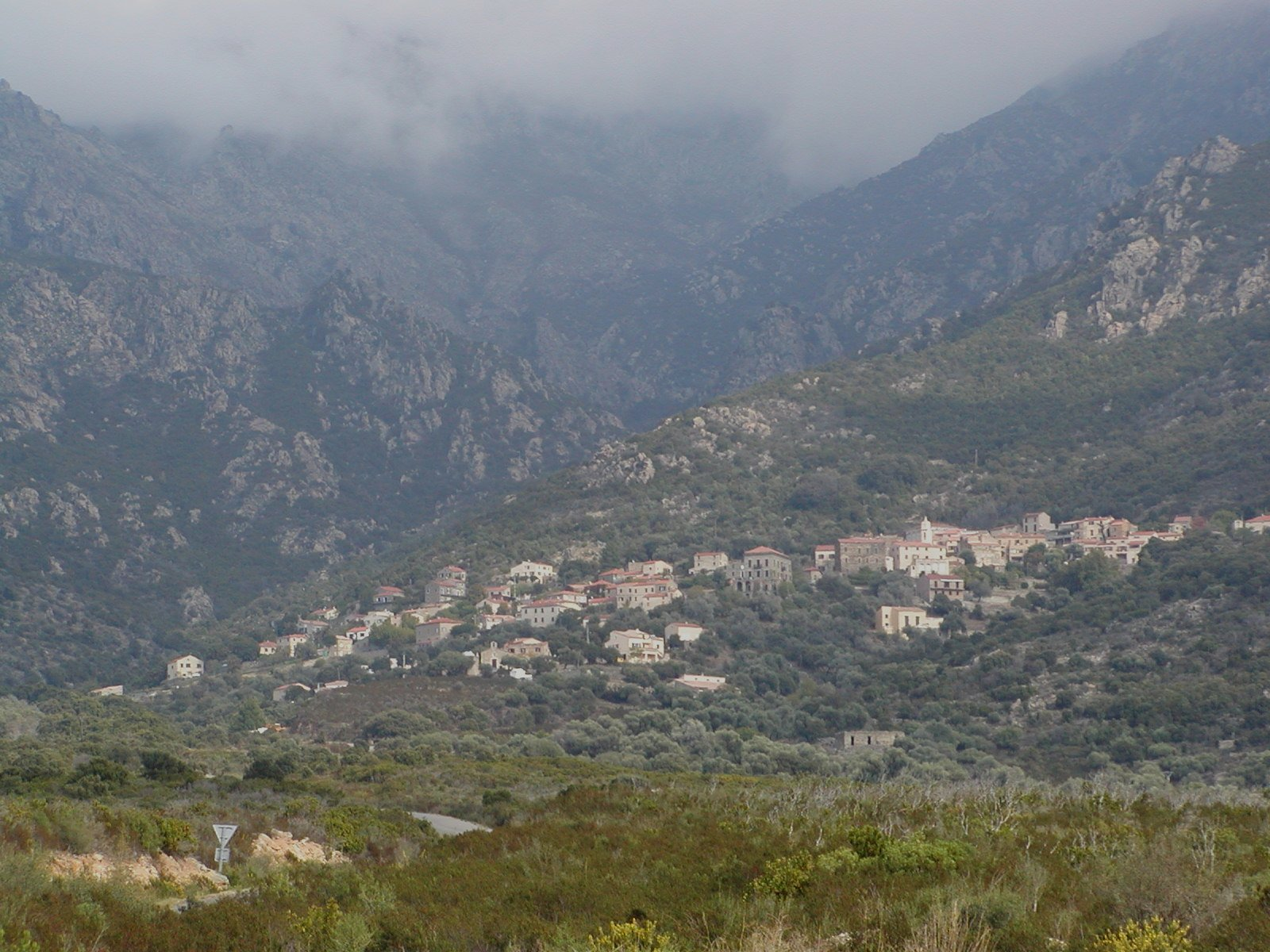
Уртака
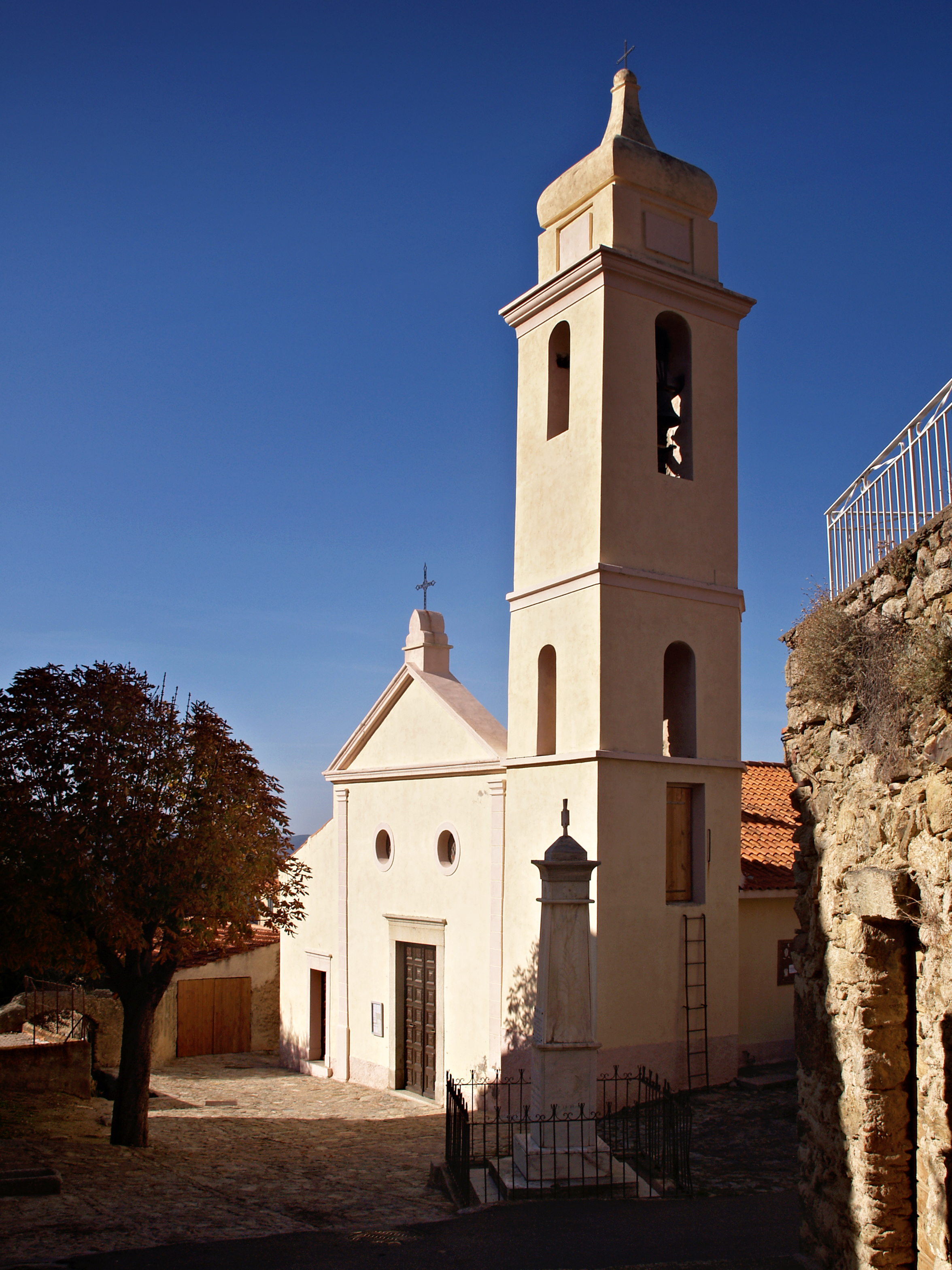
Церковь Благовещения и военный мемориал
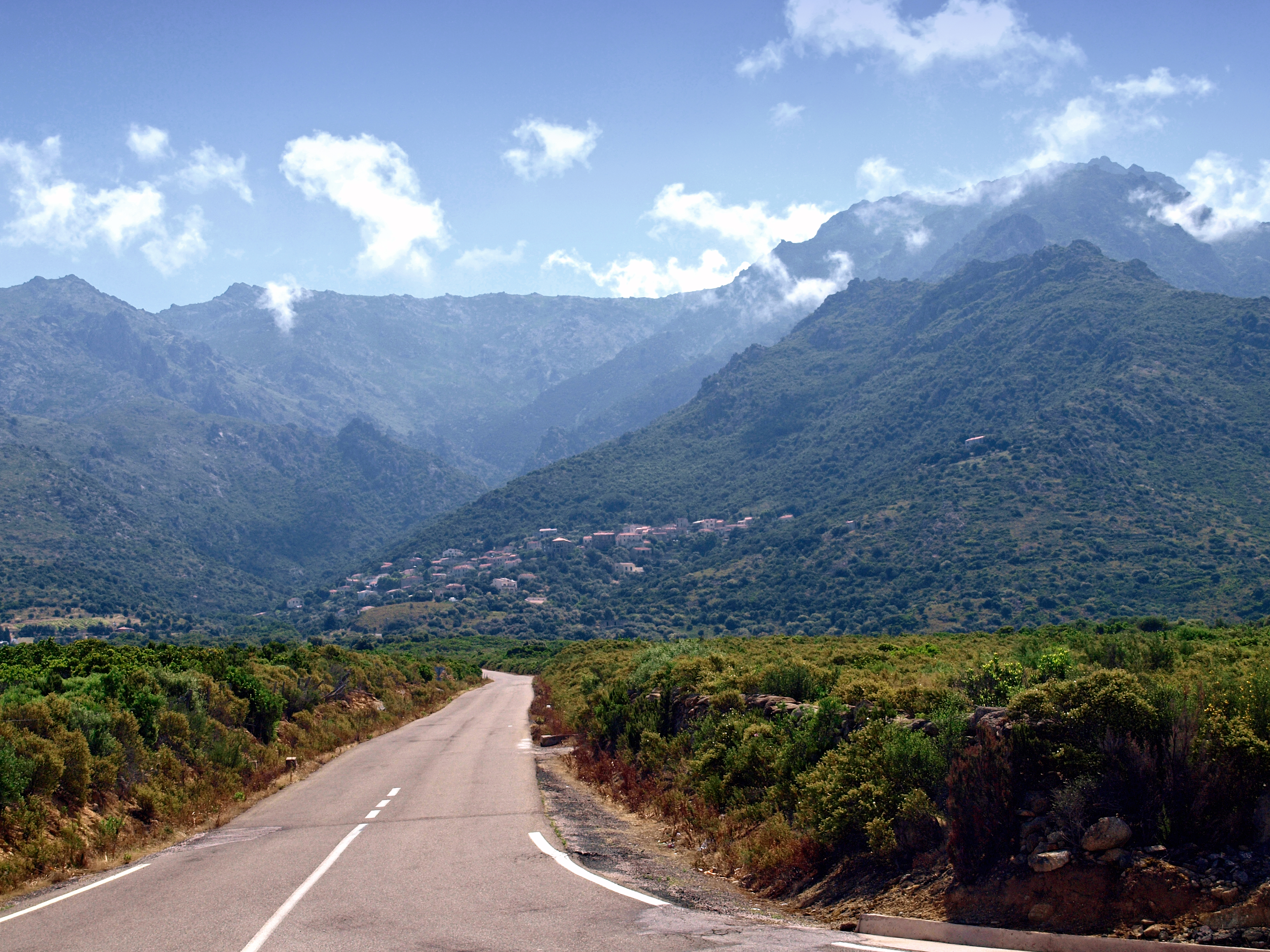
Шоссе Уртака — Монте